# Glossoscolecidae
Famille
Classification phylogénétique
- Bilatériens
  - Protostomiens
    - Lophotrochozoaires
      - Eutrochozoaires
        - Annélides
          - Oligochètes

Les Glossoscolecidae sont une famille de vers de terre originaire de l'Amérique centrale et de l'Amérique du Sud.
Cette famille compose l'immense majorité des espèces rencontrées en Amazonie avec plus de 35 genres et des centaines d'espèces. La majorité d'entre elles ont été décrites par Gilberto Righi, le père de la taxonomie des oligochètes terricoles d'Amérique du Sud.

## Liste des genres
Selon World Register of Marine Species (12 janvier 2019) :
- genre Aicodrilus Righi, 1971
- genre Alexidrilus Righi, 1971
- genre Amazo Righi, Ayres & Bittencourt, 1976
- genre Anagaster Friend, 1921
- genre Andiodrilus Michaelsen, 1900
- genre Andiorrhinus Cognetti, 1908
- genre Andioscolex Michaelsen, 1927
- genre Annadrilus Horst, 1893
- genre Anteoides Cognetti, 1902
- genre Anteus Perrier, 1872
- genre Aptodrilus Cognetti, 1904
- genre Atatina Righi, 1971
- genre Aymara Michaelsen, 1935
- genre Botarodrilus Zicsi, 1990
- genre Bribri Righi, 1984
- genre Chibui Righi & Guerra, 1985
- genre Cirodrilus Righi, 1975
- genre Diachaeta Benham, 1886
- genre Diaguita Cordero, 1942
- genre Enantiodrilus Cognetti, 1902
- genre Estherella Gates, 1970
- genre Eudevoscolex Cordero, 1944
- genre Fimoscolex Michaelsen, 1900
- genre Geoscolex Leuckardt, 1841
- genre Glossocolex Leuckardt, 1836
- genre Glossodrilus Cognetti, 1905
- genre Glossoscolex Leuckardt, 1835
- genre Goiascolex Righi, 1971
- genre Hesperoscolex Michaelsen, 1900
- genre Hexachyloscolex Zicsi & Csuzdi, 1999
- genre Holoscolex Cognetti, 1904
- genre Hypogaeon Savigny, 1820
- genre Inkadrilus Michaelsen, 1917
- genre Irewiae Drachenberg, (1989) 1992
- genre Langioscolex Zicsi, 1990
- genre Martiodrilus Michaelsen, 1937
- genre Meroscolex Černosvitov, 1934
- genre Onoreodrilus Zicsi, 1988
- genre Onychochaeta Beddard, 1891
- genre Opisthodrilus Rosa, 1895
- genre Periscolex Cognetti, 1905
- genre Pontoscolex Schmarda, 1861
- genre Pseudochibui Drachenberg & Carlos, 1992
- genre Quimbaya Michaelsen, 1935
- genre Randdrilus Moreno & Pérez-Santos, 1997
- genre Rhinodrilus Perrier, 1872
- genre Righiodrilus Zicsi, 1995
- genre Siphonogaster Levinsen, 1889
- genre Tairona Righi, 1984
- genre Tamayodrilus Zicsi, 1995
- genre Thamnodrilus Beddard, 1887
- genre Titanus Perrier, 1872
- genre Trichochaeta Beddard, 1893
- genre Tuiba Righi, Ayres & Bittencourt, 1976
- genre Tykonus Michaelsen, 1892
- genre Urobenus Benham, 1886
- genre Urochaeta Perrier, 1872
- genre Zongodrilus Righi, 1996